# جوناثان إدواردز (موسيقي)
جوناثان إدواردز (بالإنجليزية: Jonathan Edwards)‏ هو موسيقي ومغني وكاتب أغاني وعازف قيثارة أمريكي، ولد في 28 يوليو 1946 في أيتكن في الولايات المتحدة.

## وصلات خارجية
- الموقع الرسمي
- جوناثان إدواردز على موقع IMDb (الإنجليزية)
- جوناثان إدواردز على موقع ميوزك برينز (الإنجليزية)
- جوناثان إدواردز على موقع أول ميوزيك (الإنجليزية)
- جوناثان إدواردز على موقع ديسكوغز (الإنجليزية)